# 疯狂的赛车
《瘋狂的賽車》，原名《銀牌車手》，為中國大陸導演寧浩繼2006年戲劇電影《瘋狂的石頭》后执导的第二部多線索式喜劇電影，主要演員有黃渤、九孔、戎祥、高捷、王雙寶，巴多和王迅等，這也是寧浩和黃渤自從《瘋狂的石頭》後的二度合作。故事主要敘述一名自行車手不但以幾分之差而錯過金牌，還因為被黑心商人欺騙而淪落至終生禁賽，當三年的“海鮮仔”後，因為一次偶然的機會而牽扯進一連串錯綜複雜的案件中，還得以有機會讓他一雪前恥。2009年1月20日公映，最终票房突破1亿元人民币，让宁浩成为继张艺谋、冯小刚和陈凯歌之后第四位大陆票房过亿的导演。

## 劇情
自行車運動員耿浩於一次比賽時以0.01秒之差距斬獲銀牌，之後還被不法藥商李法拉欺騙，以拍廣告為由喝下一瓶實含大量苯丙胺的三無補品。導致耿浩藥檢呈陽性而被判終身禁賽，李法拉也不見蹤影，他的師傅氣的腦血栓發作而下半身癱瘓。三年後，耿浩改行開貨車送海鮮供養師傅，兩人無意間看到李法拉復出贊助環島自行車比賽的廣告，記恨的师傅一氣之下跌下樓墜亡。耿浩將師傅火化後將骨灰放在廟裡供奉，準備找李法拉討債拿錢辦葬禮。當時面臨破產的李法拉意圖買兇殺妻繼承財產，花五萬元僱用一對來自鄉下的殺手拍檔。兩人靠假扮警察扣下耿浩的貨車企圖製造車禍意外，但往妻子摩托剎車上動手腳時無意間被妻子撞見。兩人情急之下將她綁架入車，最後卻因心軟而無法下手，而妻子則多出一萬元收買策反他們去殺李法拉。
來自台灣的烏龍幫四人組到當地跟泰國毒梟察猜做毒品交易，察猜冒充一名泰國隊自行車選手，將毒品藏在自行車裡躲過海關檢查。在體育場交易當天，耿浩前來和宣傳比賽的李法拉起爭執，但不慎引來警察，兩人便以賠錢的方式私了。烏龍幫決定暫停交易離開，察猜將毒品藏進李法拉車中，順便換他的衣服離開現場。暗伏在體育場旁的兩個殺手將他錯認成李法拉，將其擊昏綁入車，但之後仍不敢下手，只能偽造血衣回去交差。然而他們剛要拿到錢時卻碰上李法拉回家，雙方互派殺手的陰謀被揭穿，殺手們制止他們夫妻打架後空手離開，很快發現後廂中的察猜被他們之前誤開的製冰機凍成冰雕。
李法拉隨後在爭執中誤殺妻子，苦惱時碰上耿浩拜訪想要回罰金，於是將計就計將雇殺手的六萬元送給耿浩，讓他在兇刀上留下指紋以嫁禍他。耿浩剛出門碰巧遇見兩個殺手，兩者也決定將藏屍體的冷藏車還給耿浩。當他們重回李宅行竊時，遇見李法拉在自殘製造殺人現場，便進去拷打他來索要錢財。耿浩買下最高規格的“黑社會”送葬隊服務，發現察猜屍體後跑到警察局報案，卻剛好得知他因“入室搶劫殺人”而被下達通緝。無法證明清白的耿浩準備逃亡，決定提前葬禮而回到廟裡取回骨灰，當時借住在廟裡的烏龍幫看到耿浩車上掛有察猜的項鏈，並找到車廂的屍體後誤以為是黑吃黑。老大東海因此將耿浩錯認是攜帶毒品交易的地頭蛇，而耿浩也將東海一行人錯認是“黑社會”送葬隊。雙方“一拍即合”，烏龍幫帶走“裝毒品”的骨灰盒，而耿浩也換到二十萬“祭奠紙錢”。
耿浩在高速公路收費站被警察認出，調轉車頭逃入隧道裡的防空洞，順便將察猜屍體藏在洞中，開始燒錢祭奠時才發現手上的美金是真鈔。烏龍幫發現毒品是“假貨”後開始追尋耿浩，從墓地銷售處問出耿浩住址闖進他家尋人。另一邊，兩個殺手找到察猜死前藏於李法拉車中的毒品，認為他即將做交易後，用包裡的手机號碼聯絡上東海，兩方約定在耿浩家門口的計程車邊交易。他們走前將李法拉綁在廚房，而李法拉為了掙脫繩索而導致煤氣泄露。警察收到線報而跑到耿浩家中查看，發現空無一人後開走門口的計程車，趕來交易的兩個殺手則緊跟計程車後面。
耿浩來到李宅救走煤氣中毒的李法拉，順便錄取李法拉承認自己殺人嫁禍的口供，但李法拉卻在途中醒來施暴奪車，拿走錄像帶和美金。不滿被戲弄的烏龍幫透過電話位置追到李宅復仇，但習慣用打火机誘敵的阿傑不慎引爆煤氣而炸毀李宅。唯一倖存的東海醒後撞見手持錢箱回到家的李法拉，當他是地頭蛇而進行暴打，途中損壞錢箱而只能換骨灰盒裝錢。清晨時清醒的耿浩不慎被警察認出，混上比賽巴士逃到體育館，偷換法國隊的賽服而誤打誤撞進入自行車比賽。東海在比賽直播中看見耿浩，便立刻開冷藏車去追，李法拉為拿回車上的物証和美金，也騎妻子的摩托緊跟其後。由於同時被警察和東海追著跑，耿浩成功超越前一屆冠軍而重獲第一名，卻不敢停下領獎而繼續騎車逃亡。開計程車的兩個警察本要追上他，但車卻正好耗光油而讓耿浩逃入隧道。
耿浩再次躲進防空洞，身上的終點線條帶卻挂在洞口變成標記，東海進去後追問索要毒品，耿浩為索要骨灰而引發鬥爭，尾隨他們在後的李法拉趁機拿走美金。大批警察隨即趕到逮捕耿浩和東海，深入防空洞逃亡的李法拉撞見察猜遺體嚇得急忙煞車，但由於摩托之前被動過手腳，使他失控撞向木樁刺穿身體而亡。隧道外，兩個殺手追上拋錨的計程車準備交易，卻自投羅網而直接被兩個警察逮捕。事後因為兩個殺手作證是李法拉殺妻，耿浩冤案昭雪而得到釋放，骨灰盒最後也尋獲。經過幾番波折，耿浩終於將師傅下葬，卻不知道骨灰盒內已被東海調換成二十萬美金，使這一大筆錢永埋地下。

## 演員表
| 演員               | 角色       | 附註 |
| 黃渤               | 耿浩       | 前自行車手，自從三年前錯過冠軍、受騙喝假藥導致禁賽後，生活從此支離破碎，跑去當海鮮送貨員來糊口。               |
| 九孔               | 李法拉     | 黑心藥商，經營不法製藥公司，為了錢可以不擇手段，三年前導致耿浩遭禁賽。                                         |
| 戎祥               | 東海       | 台灣黑幫老大，來到內地交易毒品，聽風就是雨，因此容易被別人牽著走。                                             |
| 高捷               | 阿杰       | 台灣黑幫打手，東海的心腹，善用打火機來誘敵。                                                                   |
| 王雙寶             | 殺手甲     | 一對來自陝西鄉下的姻親，都因沒錢娶妻而進城做殺手生意，兩人無經驗又無職業道德，凡事只看利益，因此總是見機行事。 |
| 巴多               | 殺手乙     | 一對來自陝西鄉下的姻親，都因沒錢娶妻而進城做殺手生意，兩人無經驗又無職業道德，凡事只看利益，因此總是見機行事。 |
| 王迅               | 警察甲     | 一對警察搭檔，在局裡都不受長官和同仁重視，一直想破幾個大案子來引人注目，負責耿浩的案子後持續追捕他。           |
| 劉剛               | 警察乙     | 一對警察搭檔，在局裡都不受長官和同仁重視，一直想破幾個大案子來引人注目，負責耿浩的案子後持續追捕他。           |
| 徐崢               | 大成       | 墓地銷售商，為耿浩介紹號稱「十八相送」的黑社會型葬禮。                                                         |
| 趙奔               | 拖把       | 台灣黑幫打手，左眼戴著眼罩。                                                                                   |
| 李麒麟             | 阿貓       | 台灣黑幫打手，一路上幫東海拎錢箱。                                                                             |
| Worapoj Thuantanon | 察猜       | 泰國毒梟，冒充成一名自行車運動員潛入內地和東海交易。                                                           |
| 董立范             | 張翠花     | 李法拉的妻子，身材肥胖，非常富有，知道丈夫是為錢娶她。                                                         |
| 馬少驊             | 馬達年     | 耿浩的教練，經常被耿浩氣個半死，在他禁賽後因為腦血栓而癱瘓下半身。                                             |
| 大剛               | 張挺       | 耿浩的比賽對手，三年前擊敗耿浩當上冠軍。                                                                       |
| 寧浩               | 計程車司机 | 導演客串。 |

## 電影細節
- 導演寧浩在片中客串載烏龍幫的計程車司機。
- 電影開始屏幕出現一個“終”字，其實是比賽終點線。
- 電影整體劇情顯示李法拉是引發所有混亂的罪魁禍首。
- 電影的片頭模仿環球影業的片頭。
- 東海在酒店詢問察猜下落時給酒店的無禮女接待員一張名片，卻誤拿成妻子‘邢娜娜’的名片；而該姓名在現實中取自導演寧浩妻子的名字‘邢爱娜’，而她同時也身為本片的七位編劇之一。
- 電影在殺手二人被捕時開始播放片尾工作人員列表；而真正的結局被分為三段，安插在列表中。
- 李宅爆炸後，電視卻仍然在正常工作，而東海也是通過電視才知道耿浩的下落。
- 警察在開走計程車時天正黑，而接著追擊耿浩時天已大亮，此處被視為一個劇情漏洞。

## 幕后故事
- 本片情節復雜，多條線索交織，因此導演寧浩一共采用了七名編劇共同創作。
- 為增加喜劇效果，導演寧浩刻意找了一些形象有特色的演員。

## 奖项
| 奖项             | 提名                                               | 结果 |
| ---------------- | -------------------------------------------------- | ---- |
| 最佳视觉效果奖   | 王建雄、陳京民、李麗萍                             | 獲獎 |
| 最佳剧情片提名   | 《疯狂的赛车》                                     | 提名 |
| 最佳剪辑提名     | 张一凡、杜媛、唐华                                 | 提名 |
| 最佳原著劇本提名 | 崔斯韋、邢愛娜、王紅衞、王要、周智勇、岳小軍、張承 | 提名 |

## 備註
1. ↑  大陆公映版的片头制作表中，名字被误标成「陈走英」。
2. ↑  骨灰盒最後出現在騎摩托逃跑卻喪命的李法拉之遺體旁，警方同時找到李法拉遺體身上的認罪錄像，讓耿浩最終無罪釋放。
3. ↑  電影中沒有透漏兩人的真實姓名，僅用「姐夫」、「妹夫」來稱呼對方。
4. ↑  電影中沒有透漏兩人的真實姓名，飾演警察乙的劉剛在片尾演員表中標註為「小警察」。但在電影結尾段落中，光榮榜上展示過他們的全名為「王小訊」和「陳震雄」。

## 外部連結
- 官方網站（页面存档备份，存于）